# Association Information et Management
Pour les articles homonymes, voir AIM.
Vous pouvez aider à l'améliorer ou bien discuter des problèmes sur sa page de discussion.
- Il ne cite pas suffisamment ses sources. Vous pouvez indiquer les passages à sourcer avec {{référence nécessaire}} ou {{Référence souhaitée}}, et inclure les références utiles en les liant aux notes de bas de page. (Marqué depuis novembre 2017)
- Il n’est pas rédigé dans un style encyclopédique. (Marqué depuis novembre 2017)
- Il est à actualiser. Certains passages sont obsolètes ou annoncent des événements désormais passés. (Marqué depuis décembre 2024)

- Archive Wikiwix
- Bing
- Cairn
- DuckDuckGo
- E. Universalis
- Gallica
- Google
- G. Books
- G. News
- G. Scholar
- Persée
- Qwant
- (zh) Baidu
- (ru) Yandex
- (wd) trouver des œuvres sur Wikidata

L'Association Information et Management (AIM) est Affiliated Chapter (une branche) de AIS, the Association for Information System. Fondée en 1991, elle rassemble enseignants, chercheurs, professionnels et spécialistes des systèmes d'information (SI). Sa vocation est de faciliter les débats relatifs à ce champ disciplinaire dans les communautés francophones et à l'international en général. L'intérêt de concevoir une communauté de personnes impliquées dans les SI est de dynamiser les échanges afin de diffuser les meilleurs pratiques pédagogiques et scientifiques.
Enfin, AIM souhaite valoriser les filières de la formation en SI et renforcer leur attractivité.

## Colloques
AIM organise chaque année un colloque pour rapprocher d'une part les communautés informatiques francophones établies notamment à travers l'Europe, l'Afrique du Nord et l'Amérique du Nord et d'autre part, les professionnels et universitaires spécialistes des IT.
La 23e conférence (2018) s'est tenue à Montréal (Canada, Province de Québec), la 24e (2019) à Nantesles 25e (2020) et 26e (2021) se sont tenues en ligne. La conférence 2023 a eu lieu à Dijon, celle de 2024 à Montpellier-La Grande Motte et 2025 à Lyon ; celle de 2026 se tiendra à Neuchâtel (Suisse).

## Publications
L'AIM soutient la publication d'ouvrages et manuels pouvant constituer des références en Système d’Information (SI) :
- Systèmes d'information et management[5] est un manuel ayant pour vocation de préparer les futurs responsables à la gestion des Systèmes d’Informations (SI) ;
- Un manuel[6] s'adressant aux candidats souhaitant se préparer à l'épreuve no 5 du Diplôme Supérieur de Comptabilité et de Gestion (DSCG).

L'AIM publie également deux revues scientifiques : 
- La revue Communication of the AIS (CAIS), section française[7] ;
- La revue Systèmes d'information et Management[8].

## RevueSystèmes d'Information et Management
Systèmes d'Information et Management (SIM) est la revue phare d'AIM destinée principalement aux universitaires et praticiens en matière de SI. Elle est publiée quatre fois par an depuis 1996 et est disponible en français et en anglais. Cette revue constitue une référence pour la communauté francophone dans le domaine des SI destinés au management des entreprises : elle est en 2019 classée en rang 2 par la FNEGE.

### Objectifs poursuivis par la revue
La revue poursuit trois objectifs scientifiques :
- Évaluer la performance et caractériser les SI
- Décrire et analyser le processus d'interprétation de l'information engendrée par les acteurs dans leurs activités de communication, de création et d'enrichissement des connaissances
- Décrire et analyser la manière dont les acteurs s'approprient les technologies de l'information et dont celles-ci modifient les dispositifs de coordination entre les acteurs et les normes socio-culturelles.

Sa visée plus globale consiste à mettre en valeur les travaux qui s'appliquent à son champ d'études et, par ce moyen, à favoriser le développement des connaissances scientifiques en SI. Elle vise également à communiquer et à faire partager ces recherches en montrant leur intérêt et les possibilités d'application dans le monde professionnel.

### Champ d'études de la revue
De manière générale, tout travail original venant accroître le champ de connaissances des SI et s'attachant aux problématiques de sciences de gestion trouve sa place dans la revue. C'est le cas des recherches théoriques, lorsqu'elles entrent dans ce champ d'études, aussi bien que des recherches empiriques qui permettent de réviser certains concepts et théories. Des travaux d'auteurs, fondés sur le corpus théorique de disciplines fondamentales (philosophie, psychologie, économie, mathématique, informatique, histoire, droit, etc.) peuvent également faire l'objet de contributions.
Des éléments tels que le caractère stratégique des systèmes et de l'information, la construction et la gestion des connaissances, le financement et la rentabilité des technologies, le coût, l'évolution de la fonction SI, la transformation des organisations, le contrôle, le pouvoir, l'éthique, ou encore l'évolution du travail et des processus d'affaires, intéresseront particulièrement SIM.